# 基斯甸·摩拉
基斯甸·拉菲爾·摩拉·美丹奴（西班牙語：Cristian Rafael Mora Medrano，1979年8月26日—），生於厄瓜多爾洛斯里奧斯賓塞斯，厄瓜多爾職業足球員，司職守門員。他總共為厄瓜多爾效力兩年，曾經代表國家隊參加2006年世界盃和2007年美洲國家盃。2014-2016由昆卡外借至南華。

## 球會生涯
摩拉於早年在干多足球會擔任門將。亦有參與聖米格爾的市代表隊出戰省級賽事，並獲選為省隊門將參與厄瓜多爾的全國青年或業餘錦標賽。其後摩拉被奧美度體育會發掘並獲邀試腳，在一場友誼賽對里奧班巴擔任守門員。摩拉一直在厄甲聯賽的球隊打滾，曾於2005–2008年期間效力國內班霸基多利加大學，效力利加大學期間曾代表球隊出戰2008年南美自由盃勇奪冠軍，連同其代表國家隊出戰2006年世界盃足球賽擔任正選門將，這幾年是摩拉的事業全盛期。之後他曾轉會至同國其他球會國家體育會及基多天主教大學，其後加盟國內另一支球會昆卡。2014年賀歲盃足球賽，摩拉隨昆卡來港組成公民昆卡聯隊並成功取得冠軍後，其表現備受注目，並於2014/15球季由南華足主、南美石油大亨張廣勇的穿針引線下，從昆卡外借加盟南華。
2015年，摩拉隨南華出戰2015年亞洲足協盃表現出色，協助球隊在6場分組賽中全勝，成為首支東南亞球隊達到此創舉，在16強亦再次贏波。在2014–15球季的季後附加賽對YFC澳滌的決賽，戰至互射十二碼階段時，他憑藉一記冷靜的十二碼騙過對方門將邱于銘而輕鬆入網，並撲出對方兩球，助球隊以4–2擊敗對手而取得2016年亞洲足協盃參賽資格。季尾張廣勇開腔表示摩拉表現重新令球迷接受，親證與他續約一年。 2016年5月18日，菁英盃決賽，南華與香港飛馬於法定時間賽和1–1，需要互射12碼定勝負，南華主射最後一輪的摩拉射出柱邊，令香港飛馬得以總比數4–2勝出。2016年7月30日，AET國際挑戰盃，由港超班霸南華在香港大球場迎戰意甲冠軍祖雲達斯，上半場賽和1–1，南華在下半場換入摩拉取代上半場屢救險球的的曾文輝，83分鐘，摩拉甩手被祖雲達斯球員射入，導致南華以1–2僅負意甲冠軍祖雲達斯。2016年10月31日 南華為騰出外援名額與摩拉和平解約，摩拉亦結束球員生涯，回國管理自家農場。在11月1日南華對R&F富力賽後各職球員為他進行歡送。

## 國際賽生涯
摩拉在厄瓜多爾對意大利的友誼賽中作出了他首場演出，並打滿全場，期間更救出了盧卡·東尼主射的十二碼，並化解了意大利不少攻勢，最終逼和對手1–1。由於摩拉在球會表現出色，摩拉被當時的國家隊教練路爾斯·費蘭度·蘇亞雷斯選入2006年世界盃23人大名單。在2006年世界盃，雖然在最後一場小組賽以0-3慘敗在德國腳下，但是摩拉協助球隊在小組賽以2–0擊敗波蘭和以3–0擊敗哥斯達黎加，最後成功壓倒波蘭及 哥斯達黎加 ，與主辦國德國一同晉級十六強，成為球隊歷史上首次晉級世界杯決賽周次圈，但在十六強賽以0-1不敵英格蘭出局。但是之後卻無以為繼，國家隊在友誼賽表現差劣，在一年後的美洲國家盃更連敗給智利、墨西哥和巴西，在B組包尾出局。摩拉之後更被國家隊除名，結束兩年的國家隊生涯。

## 軼事
摩拉在球隊領先時故意拖時間的風格亦為球迷津津樂道，一些球迷更為他改了「摩拉布」的外號。

## 榮譽
利加大學
- 厄甲 - 2005年秋季聯賽冠軍、2007年聯賽冠軍